# Oteiza
Oteiza è un comune spagnolo di 916 abitanti situato nella comunità autonoma della Navarra.